# Mu Velorum
Mu Velorum (μ Vel / μ Velorum) é uma estrela binária na constelação de Vela que está a 116 anos-luz da Terra.
O componente principal, Mu Velorum A, é uma gigante de tipo G que tem magnitude aparente 2,69. A estrela companheira é uma anã amarela de tipo G com magnitude aparente 6,6. As duas estrelas estão a 0,7 segundos de arco de distância e levam 116,24 anos para completar uma órbita.